# Sapol Biki
Sapol Biki (ur. 9 kwietnia 1974 r.) − malezyjski bokser, olimpijczyk.

## Kariera amatorska
W 1995 r. zdobył złoty medal na Arafura Games (Zawody, w których sportowcy rywalizują z niepełnosprawnymi sportowcami).. W 1996 r., Sapol reprezentował Malezję na Igrzyskach Olimpijskich w kategorii do 48 kg. W 1/16 finału przegrał z Jesúsem Martínezem, odpadając z dalszej rywalizacji.
W 1999 r. i 2001 r. dwukrotnie był srebrnym medalistą Igrzysk Azji Południowo-Wschodniej. W 1999 pokonał go w finale Somjit Jongjohor a w 2001 Suban Punnon